# ربلدو دل ماسو
ربلدو دل ماسو (به اسپانیایی: Robledo del Mazo) یک شهرستان در اسپانیا است که در استان تولدو واقع شده‌است.

## خصوصیات
ربلدو دل ماسو ۱۳۶ کیلومترمربع مساحت و ۳۹۹ نفر جمعیت دارد و ۷۳۷ متر بالاتر از سطح دریا واقع شده‌است.